# 朱幹坤
岷王朱幹坤（？—1579年），明朝第七代岷王岷憲王朱定燿的庶第四子。他在嘉靖四十五年（1566年）受封常寧王，後在萬曆七年（1579年）去世，諡號不詳。
《明史》稱他無子。但據《湖廣通志》，岷顯王朱企𨰘為其子，朱企𨰘在崇禎四年（1631年）因岷哲王朱禋洪無子而嗣封岷王，就追封朱幹坤為岷王，諡號在史籍中未有記載。